# Sucker Punch
Sucker Punch je americký akční a fantasy thriller od režiséra Zacka Snydera z roku 2011. Děj filmu je o fantazii mladé dívky, která je držena v psychiatrické léčebně, kde se snaží vytvořit plán jak z nemocnice uniknout dříve, než jí bude provedena lobotomie.
Premiéra filmu byla v USA v kinech IMAX o půlnoci 25. března 2011. Sucker Punch dostal obecně negativní recenzi od kritiků, ale byl mírný úspěch v tržbách.

## Děj
Příběh se odehrává kolem roku 1950–1960 v americkém městě Vermont. Hlavní hrdinkou tohoto filmu je 20letá dívka jménem Babydoll (Emily Browning), které právě zemřela její matka a zůstala se svou mladší sestrou a nevlastním otcem. Bohužel po smrti matky se její otčím dozví, že dědictví bylo odkázáno dcerám. Otčím se snaží zbavit i jich, když ale Babydoll zjistí, že se pokouší něco provést její mladší sestře, rozhodne se, že otčíma zastřelí, ale bohužel ho netrefí a kulka se odrazí od zdi a usmrtí její mladší sestru ve vedlejším pokoji. To hraje otčímovi do karet, protože po smrti její matky se chce zmocnit majetku a jediné, co mu v tom brání je Babydoll, a tak otčím uplatí modráka Jonese (Oscar Issac), aby nebyla Babydoll svéprávná. Následně je Babydoll proti své vůli za zabití sestry odvezena na psychiatrii pro duševně choré (Lennox House), kde zjistí, že Dr. Věra Gorski (Carla Gugino) podepsala dokument o tom, že jí bude provedena lobotomie. Během jejího převozu na psychiatrii Babydoll bere na vědomí 4 věci, které bude potřebovat k pokusu o útěk.
Potom se Babydoll dostane do svého světa fantazie, kde si představuje, že je v erotickém tanečním klubu, který patří modrákovi Jonesovi a kterého považuje za gangstera. Také se spřátelí s dalšími čtyřmi tanečnicemi – Amber (Jamie Chung), Blondie (Vanessa Hudgens), Rocket (Jena Malone) a Sweet Pea (Abbie Cornish). Doktorku Gorski si představuje jako učitelku tance. Dr. Gorski řekne Babydoll, aby jí zatancovala. U tohoto tance si Babydoll představuje, že je v Japonsku, kde se setkává s mudrcem (Scott Glenn). Mudrc jí řekne, že pokud chce z psychiatrie uniknout, musí nasbírat 5 věcí: mapu, oheň, nůž, klíč a na pátou věc musí přijít sama. Babydoll potom bojuje se samurajskými obry a po souboji její fantazie končí a ona se opět objeví zpátky v tanečním klubu u Dr. Gorski, kde její tanec sledovala s modrákem Jonesem. Oba z jejího tance byli ohromeni.
Babydoll se pokusí přesvědčit svoje kamarádky, aby se s ní pokusily uniknout z psychiatrie, ale Sweet Pea o jejím plánu pochybuje, avšak nakonec ji také přesvědčí. Babydoll má v plánu, že k rozptýlení pozornosti použije svého ohromujícího tance, zatímco ostatní dívky se pokusí nasbírat potřebné věci k úniku z psychiatrie. S plánem tedy všechny dívky souhlasí a Babydoll půjde opět tancovat. Během Tance si představuje, že je ve válce a bojuje proti německým vojákům. Její fantazie se prolíná s realitou, tzn., že pokud dívky neuspějí v její představě kde zabíjí vojáky, neuspějí ani v realitě při hledání věcí. Mezitím se dívky snaží nasbírat věci potřebné k úniku. Sweet Pea se podaří najít mapu z modrákovi kanceláře (ve fantazii ji získala tak, že pozabíjela německé vojáky v bunkru a sebrala jim mapu), Amber ukradne zapalovač z kapsy jednomu divákovi, který sleduje tanec Babydoll (oheň získaly na hradě, kde bojovaly proti hordě skřetů a následně i drakovi, kterého zabily) a v posledním tanci se dívky snaží ukrást nůž kuchařovi. Bohužel tato akce nevyjde a Rocket se obětuje aby zachránila Sweet Pea a při výbuchu bomby Rocket umírá (ve fantazii jsou ve vlaku a bojují proti robotům a musí zneškodnit bombu, která bohužel vybuchne, a proto Rocket zemře). V realitě Rocket umírá tak, že ji kuchař bodne nožem.
Modrák Jones zaslechne jak Blondie vypráví madam Gorski plán k úniku, který plánuje Babydoll, a tak se modrák Jones rozhodne, že Sweet Pea zamkne do skříně a konfrontuje ostatní dívky v zákulisí. Vystřelí na Amber a Blondie. Potom se pokusí znásilnit Babydoll, ale ona ho bodne nožem a ukradne mu klíče. Babydoll osvobodí ze skříně Sweet Pea a celou místnost zapálí zapalovačem. Při úniku z psychiatrie se dostanou na nádvoří kde stojí 5 mužů a blokují jim cestu. Babydoll si uvědomí, že pátá věc potřebná k úniku je ve skutečnosti její vlastní oběť (sebeobětování). Sweet Pea se jí to snaží vymluvit, ale ona na tom trvá, a tak se skupince návštěvníků ukáže, aby odvedla pozornost a Sweet Pea mohla bez povšimnutí proklouznout.
Když Babydoll chytí, tak ji okamžitě zavřou zpět na psychiatrii. Teď už ale nic nezabrání tomu, aby jí doktor (Jon Hamm) provedl lobotomii. Při lobotomii si Babydoll naposledy představuje jak je v pokoji s doktorem High Rollerem, který jí za ni nabízí čistou svobodu (lobotomii), ale nechce jí provést lobotomii násilím. Chce, aby ji podstoupila dobrovolně. Babydoll si nakonec uvědomí, že to pro ni bude nejlepší volba ke svobodě, jelikož už nechce trpět bolestí, lítostí a smutkem ze ztráty svých příbuzných, a tak se tomu podvolí. (Tato alternativní scéna nebyla ve filmu použita, jelikož nesplňovala rating pro PG-13, ale vysvětluje to, proč byl doktor tak vyděšen z jejího výrazu, když jí provedl lobotomii). Potom její představa končí, když jí je proveden lobotomický zákrok, při němž je doktor zmaten z jejího výrazu (říká, že takový pohled ještě neviděl a že to vypadalo, jako-by si to přála) a požádá Dr. Gorski, aby mu vysvětlila z jakých důvodů jí musela být provedena lobotomie. Gorski si najednou uvědomí, že modrák Jones zfalšoval její podpis a přivolá policii, která modráka Jonese zatkne, když se pokouší znásilnit Babydoll na psychiatrii. Babydoll už je ale všechno jedno, protože po lobotomii ztratila všechny empatie, lásku a cit. Zatímco je modrák Jones odváděn pryč, tak ještě také zkompromituje jejího otčíma. Babydoll je ke konci filmu vyobrazena s klidným úsměvem, když zřejmě konečne našla to, za co celou dobu bojovala, svobodu.
V závěru filmu je na autobusovém nádraží Sweet Pea, která se snaží dostat do Fort Wayne, ale je zadržena policií, která jí chce položit několik otázek. Naštěstí ji zachrání řidič autobusu (mudrc Scott Glenn), který policii namluví, že s ním Sweet Pea jede až z Hartfordu a že jí musel zastavit, aby si mohla odskočit. Policie se nakonec omluví a nechají ji nastoupit do autobusu, který ji odváží pryč.

## Oficiální text distributora
Epická akční fantasy podívaná nás zavede do smyšleného světa mladé dívky, jejíž snový svět poskytuje únik z temné reality. Nelimitovaná hranicemi času a prostoru může jít kamkoli si její mysl zamane. Jenže neuvěřitelná dobrodružství jaksi smazávají hranice mezi skutečností a fantazií… s možná tragickými následky.

## Ocenění a nominace
Ačkoliv film obdržel spíše kritiku než uznání, získal několik cen za vizuální efekty. Sucker Punch byl nominován v roce 2011 na Scream Awards za nejlepší F/X. Za efekty ve zpomalených záběrech byl nominován na Taurus Award. Film byl také navržen k nominaci na Academy Award (Oscar) za nejlepší vizuálni efekty.

## Obsazení
- Emily Browning (Babydoll)
- Abbie Cornish (Sweet Pea)
- Jena Malone (Rocket)
- Vanessa Hudgens (Blondie)
- Jamie Chung (Amber)
- Carla Gugino (Dr. Vera Gorski)
- Oscar Isaac (Blue Jones)
- Jon Hamm (Doktor)
- Scott Glenn (Mudrc)

## Výroba

### Vývoj filmu

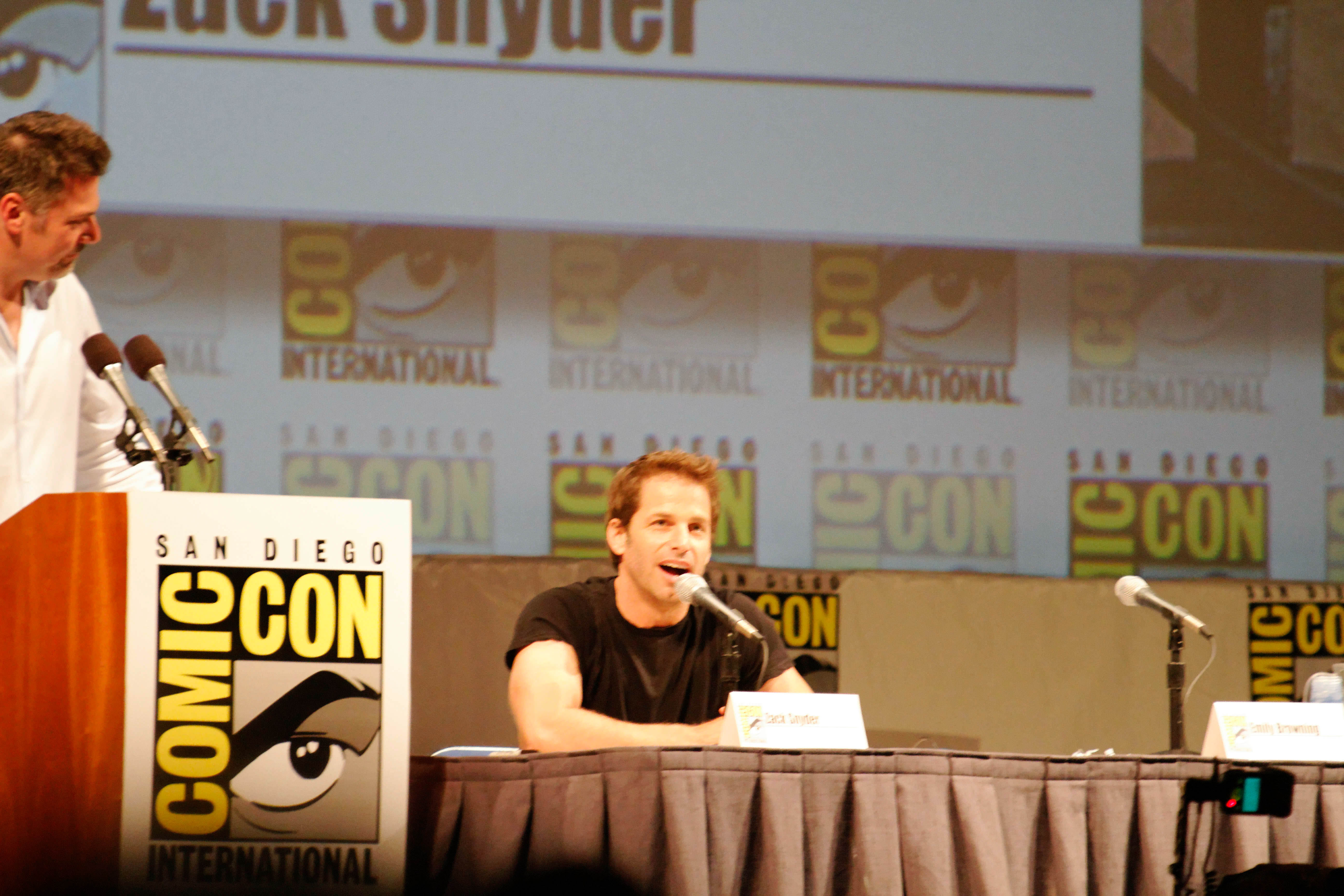
Režisér Zack Snyder na Comic-Conu v San Diegu

Zack Snyder popsal film Sucker Punch jako "Alenku v říši divů s kulomety". Film si nejprve získal pozornost v březnu roku 2007. Snyder dal prvně projekt stranou a věnoval se filmu Strážci – Watchmen. Jako spoluautor filmu byl Steve Shibuya, který napsal původní scénář k filmu, na kterém je založen příběh. Snyder režíroval a také vyráběl film se svou manželkou Deborah Snyderovou, která je zároveň jeho produkčním partnerem a založili spolu Cruel and Unusual Films (americká produkční společnost). Jejich produkčním partnerem je také Wesley Coller.
Warner Bros. oznámil na začátku roku 2009, že bude distribuovat Sucker Punch díky úspěchu předchozího filmu Snydera, kterým byl Strážci – Watchmen. V prvních rozhovorech Snyder uvedl, že by mohl být Sucker Punch hodnocen filmovým ratingem R (na film s ratingem R smí mládež do 17 let pouze v doprovodu dospělé osoby), ale později uvedl, že bude ohodnocen jako PG-13 (Na film smí děti od 13 let bez doprovodu rodičů a je také nejrozšířenějším ratingem u filmu. Mezi toto hodnocení patří např.: Spider-man 3, Avatar, Piráti z Karibiku 3 atd.). Snyder byl nakonec nucen snížit mnoho zásadních scén před vydání filmu s cílem uspokojit MPAA.
Když Snyder byl v San Diegu na Comic-Conu a křtil film Strážci – Watchmen, rozdával také trička se Sucker Punchem. Předvýroba filmu začala v červnu roku 2009 v Kanadě. Snyder také dodal, že se mu líbila svoboda v natáčení, kde mohl zfilmovat svůj vlastní originální scénář, protože ve filmu Strážci – Watchmen takovou svobodu neměl a musel pracovat podle scénáře z komiksu. Fotograf Clay Enos také pořizoval obrázky a portréty hlavních herců.

### Obsazení

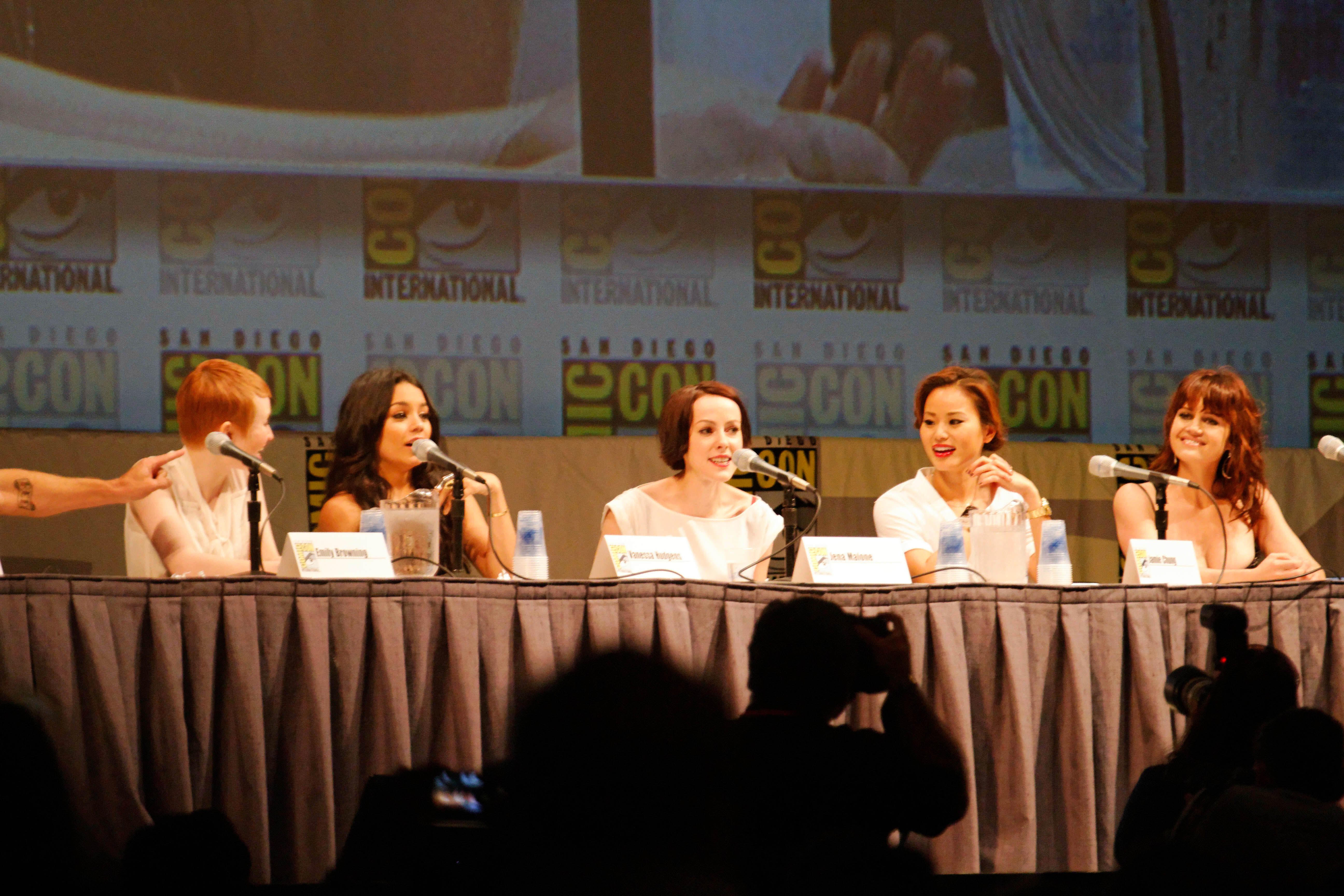
Casting Sucker Punche v roce 2010 na Comic-Conu v San Diegu

Filmové obsazení (casting) do filmu Sucker Punch se konal v roce 2009, kde Snyder představil svou myšlenku o tom, jak bude film vypadat a kdo v něm bude hrát. Nakonec se rozhodl, že obsadí všechny hlavní ženské role a také řekl, že mužské role si zkusil obsadit ve filmu 300: Bitva u Thermopyl, ale že u tohoto filmu udělá opak a film obsadí rolemi ženskými.
Snyder jako první do hlavní role Babydoll obsadil Amandu Seyfried. Když se zeptala, jestli by dostala tu roli, Snyder jí řekl, že se ještě uvidí a že to zkusí, protože Amanda je skvělá herečka a bylo by skvělé, kdyby to vyšlo. Snyder se také nabídl herečkám jako jsou např.: Abbie Cornish, Evaně Rachel Wood, Emmě Stoneové, a Vanesse Hudgens. Bohužel Amanda Seyfriedová nemohla přijmout smlouvu k filmu, protože se jí naskytla možnost hrát ve filmu Big Love (Velká láska) od HBO, a tak Snyder do role Babydoll obsadil Emily Browning. Během potvrzení Emily Browning byli ještě v jednání herečky Hudgens, Wood, Cornish a Stone.
Herečka Wood vypadla z projektu kvůli jejímu konfliktu ve filmu True Blood na HBO a také díky její produkci na filmu Spider-Man. Později byla nahrazena herečkou Jena Malone v roli Rocket. Chung se přihlásila k roli Amber a Gugino byla obsazena jako Madam Gorski v psychiatrické léčebně (dříve pracovala se Snyderem na filmu Strážci – Watchmen). Koncem srpna roku 2009 potvrdil roli Doktora herec Hamm a zhruba ve stejnou dobu byl přijat do filmu Isaac Glenn.

### Příprava filmu

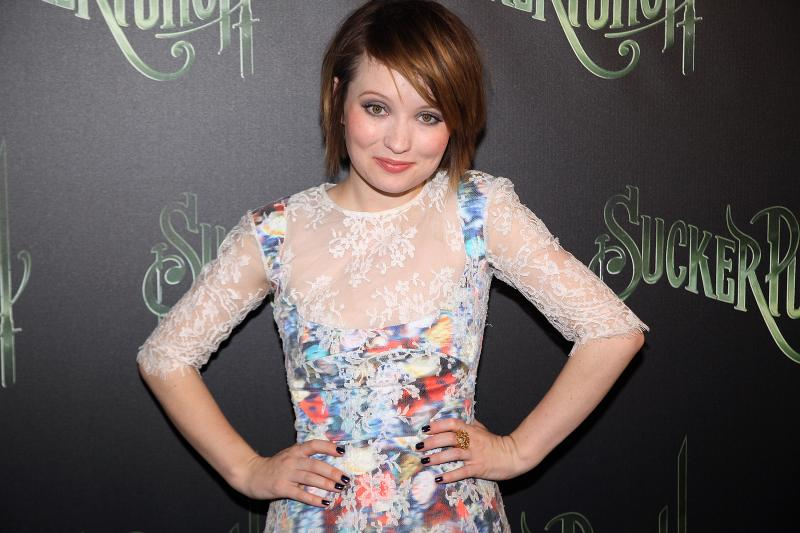
Představitelka Babydoll Emily Browning

Před natáčením museli herci absolvovat školení a nácvik bojových technik. Toto školení trvalo 12 týdnů. Začalo v červnu 2009 v Los Angeles. Damon Caro, který se podílel se Snyderem na filmu Strážci – Watchmen působil i ve filmu Sucker Punch jako choreograf pro bojové scény a připravoval herce ke kaskadérským kouskům. Ostatní členové museli začít trénovat bez herečky Hudgens, protože ona se musela věnovat natáčení filmu Netvor (Beastly). Abbie Cornish se domluvila, že bude cvičit před natáčením šest hodin denně, pět dní v týdnu a zaměří se na boj s meči. Snyder řekl, že se musí na film dobře připravit a to hlavně v bojových scénach, protože se ve filmu objeví několik scén, kde musí např. zabít draka, orky a nebo také roboty. Snyder také poznamenal, že v představách mohou dívky dělat cokoliv, např. mají samopaly, bojují s mytickými postavami, různými tvory, a proto choreograf Damon Caro udělal vše pro to, aby atmosféra ve filmu byla co nejlepší.

### Produkce a design
Před produkcí filmu v Los Angeles roku 2009 se potom přemístili do Vancouveru. Natáčení začalo v září roku 2009 a skončilo v lednu 2010. Natáčení probíhalo ve Vancouveru a na film měl Snyder rozpočet 82 milionů dolarů. Původně byla výroba filmu zahájena v červnu 2009, ale tento termín byl odložen a uskutečnil se až 22. ledna 2010. Snyder také potvrdil, že ještě před datem výroby natočí nějaké bojové akční scény.
Rick Carter byl designerem filmu (výtvarníkem), zatímco vizuální efekty k filmu dělala australská společnost Animal Logic a firma Moving Picture Company (MPC), která vytvořila přes 120 snímků. Sucker Punch se odehrává ve třech úrovních, kterými jsou: realita, sub-realita (psychiatrie v myšlence Babydoll) a konečná úroveň se skládá z vysněného světa, kde je hodně bojových scén, které se odehrávají mezi skutečností a fantazií (např. když Babydoll bojuje s roboty). Warner Bros. dříve oznámil, že se Sucker Punch bude natáčet ve 3D, ale Zack Snyder popsal konverzi do 3D jako něco úplně jiného. Ačkoliv později bylo oznámeno, že film nebude ve 3D, Snyder se snažil udělat co nejlepší Blu-ray a v co nejlepší kvalitě pro domácí média.
Snyder chtěl navrhnout film jako něco bez limitu a bez omezení vzhledem k tomu, co on napsal jako původní scénář. Dodal, že chtěl aby příběh filmu nebyl jen jako z videohry, ale aby se ve filmu objevila i japonská ikonografie, která má velký vliv a to zejména ty prvky, které jsou ve filmu vidět jako souboj se samuraji, anime a s mechanickými roboty.

### Hudba
Ve filmu hrají písně od známých autorů, například Where is my mind od Pixies zahraná interpretem Yoav.

## Tržby
Za první víkend Sucker Punch vydělal 19 058 199 dolarů a tím se umístil na druhém místě za filmem Deník malého poseroutky 2 (Diary of a Wimpy Kid: Rodrick Rules). Také se umístil na šestém místě v zámoří ve 23 trzích, kde si vydělal 6,5 milionu dolarů. Následující víkend v Severní Americe spadl na sedmé místo s 6 miliony dolarů, ale zase dopadl lépe v zámoří, kde se rozšířil do dalších šestnácti zemí, které vedly k obratu kolem 11,5 milionu dolarů a tím trumfl i mezinárodní pořadí. Sucker Punch doposud vydělal 36 392 502 dolarů na domácím trhu a 53 400 000 dolarů v zahraničí, což vede k celosvětovému výdělku celkem 89 792 502 dolarů.